# Qumran

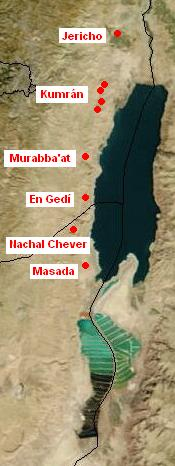
Vị trí Qumran

Qumran (tiếng Hebrew: חירבת קומראן, tiếng Ả Rập: خربة قمران - Khirbet Qumran) là một địa điểm khảo cổ ở Bờ Tây. Nó nằm ở một cao nguyên khô ráo cách bờ tây bắc của Biển Chết khoảng một dặm, gần nơi định cư của người Do Thái và kibbutz Kalya. Nơi định cư thời văn minh Hy Lạp hóa này được xây dựng trong triều đại Yohanan Hyrcanus (Vương quốc Hasmoneus), 134-104 trước Công nguyên hoặc hơi muộn hơn, và có người cư trú cho tới khi bị những người La Mã phá hủy năm 68 sau Công nguyên (hoặc ngay sau năm này). Nó được biết đến như là nơi định cư gần các hang Qumran nhất, nơi đã cất giấu Các cuộn bản thảo Biển Chết ở các hang trong các vách đá thẳng đứng ở hoang mạc và ở dưới, trong bậc thềm đất sét vôi.

## Lịch sử
Từ khi phát hiện ra các cuộn bản thảo Biển Chết vào những năm 1947 tới 1956 thì các cuộc khai quật được mở rộng tại Qumran. Sau đó gần 900 cuộn bản thảo (tiếng Anh "scroll") được tìm thấy - phần lớn viết trên giấy da, một số khác viết trên giấy cói. Các bể chứa nước, các nhà tắm theo nghi thức Do Thái giáo, và các nghĩa trang đã được tìm thấy, cùng với một phòng ăn hoặc phòng hội họp và các gạch vữa đổ nát từ tầng trên. Một số người cho rằng đó là một phòng viết (tiếng Anh "scriptorium") cũng như các lò gốm và một ngọn tháp.
Nhiều học giả tin rằng đây là nơi cư ngụ của một giáo phái Do Thái, có thể là giáo phái Essenes; các người khác cho rằng không phải nơi cư ngụ của giáo phái, số người này cho rằng đó là một pháo đài thời Vương triều Hasmoneus mà sau này chuyển thành một biệt thự cho một gia đình giàu có hoặc là một trung tâm sản xuất, có thể là một xưởng đồ gốm hoặc tương tự.
Một nghĩa trang rộng được phát hiện ở phía đông nơi này. Phần lớn các ngôi mộ chứa các di hài của đàn ông, nhưng cũng có một số hài cốt phụ nữ, tuy nhiên một số vụ mai táng có lẽ từ thời trung cổ. Chỉ có một số ít ngôi mộ được khai quật, vì luật Do Thái cấm khai quật nghĩa trang. Trên 1.000 thi hài đã được chôn ở nghĩa trang Qumran. Một thuyết cho rằng các thi hài này thuộc các thế hệ tín đồ giáo phái, trong khi thuyết khác cho rằng các thi hài này được mang đến chôn ở Qumran vì chôn ở đây dễ hơn các vùng đá chung quanh.
Các cuộn giấy được tìm thấy trong một loạt 11 hang động chung quanh nơi định cư, một số hang phải đi qua nơi định cư mới vào được. Một số học giả cho rằng các hang này là những phòng đọc sách thường xuyên của giáo phái, vì có các di tích hệ thống ngăn kệ xếp sách. Các học giả khác cho rằng một số hang cũng được dùng làm nơi trú ẩn cho những người sinh sống trong khu vực. Nhiều bản văn tìm thấy trong các hang động tỏ ra tiêu biểu cho niềm tin và việc thực hành Do Thái giáo được chấp nhận rộng rãi. Một số học giả tin rằng một số bản văn này mô tả niềm tin của cư dân Qumran, trong đó có thể là người Essenes hoặc là nơi trú ẩn cho những người ủng hộ chi họ giáo sĩ truyền thống của phái Sadducees chống lại các vua/giáo sĩ của vương quốc Hasmoneus. Một thư văn học xuất bản trong thập niên 1990 bày tỏ các lý do việc thiết lập một cộng đồng, một số lý do trong đó giống như các luận cứ của phái Sadducees trong kinh Talmud. Phần lớn các cuộn giấy này dường như được cất giấu trong các hang động trong lúc hỗn loạn của cuộc Chiến tranh Do Thái-La Mã lần thứ nhất (66-73 sau CN), dù một số cuộn có thể đã được cất giấu sớm hơn.

## Việc phát hiện và khai quật

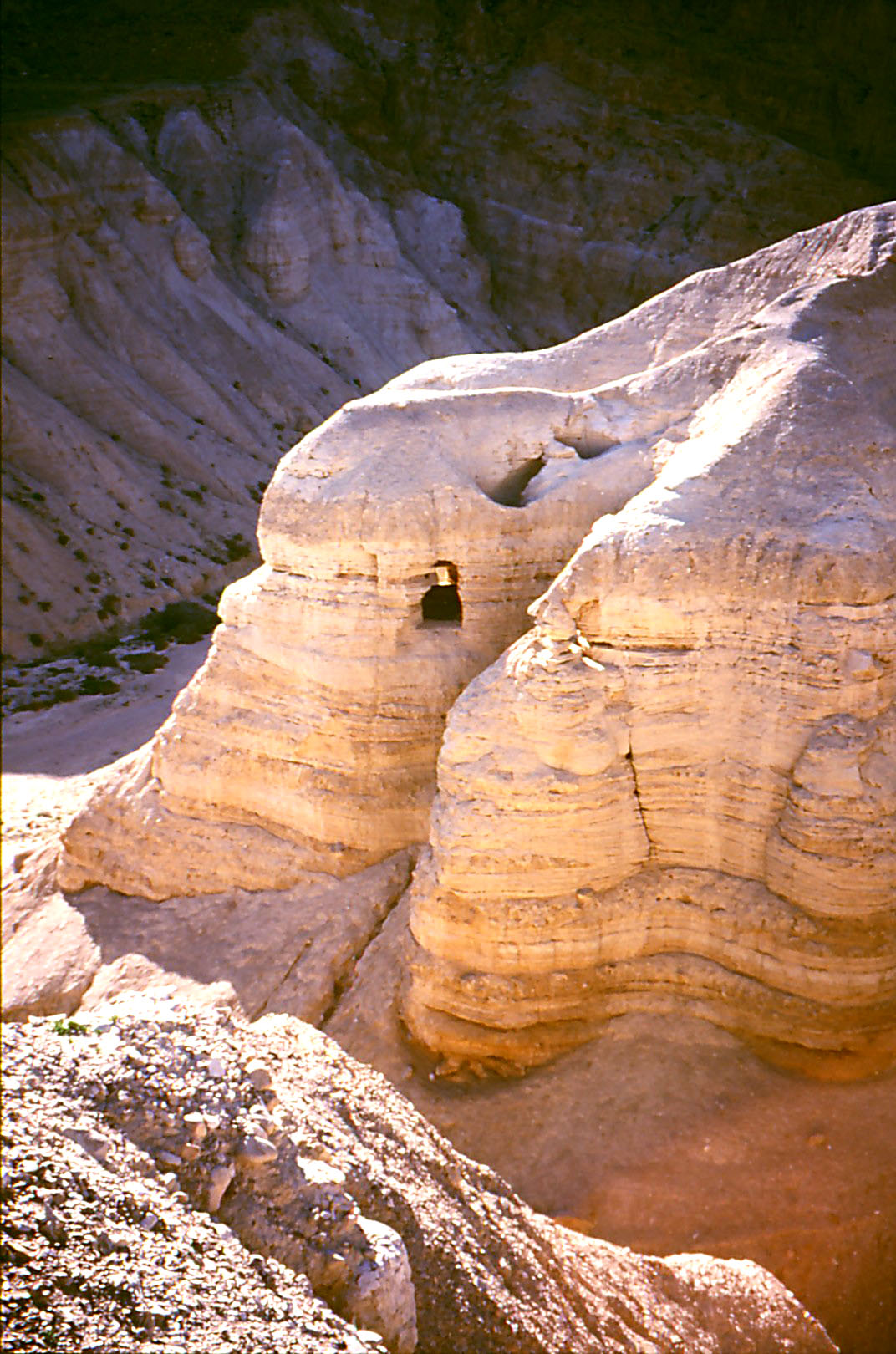
Các hang động ở Qumran

### Việc phân tích ban đầu
Địa điểm Khirbet Qumran đã được các nhà thám hiểm châu Âu biết đến từ thế kỷ 19. Sự chú ý ban đầu của các nhà thám hiểm đầu tiên tập chú vào nghĩa trang, bắt đầu từ "de Saulcy" năm 1851. Trên thực tế, các khai quật đầu tiên ở Qumran (trước khi phát triển phương pháp hiện đại) là về các nơi mai táng ở nghĩa trang, do Henry Poole thực hiện năm 1855, tiếp theo là Charles Clermont-Ganneau năm 1873.
Giáo sĩ Albert Isaacs, luật sư người Anh James Finn, và nhiếp ảnh gia James Graham đã đến thăm Qumran vào tháng 12 năm 1856. Isaacs đã nói về tháp Qumran như sau: "Khó có thể nghi ngờ rằng nơi này hình thành một tháp hoặc một loại thành trì nào đó. Vị trí là chỉ huy, và được thích ứng cho các hoạt động phòng thủ". Finn sau đó cho rằng Qumran đã là "vài pháo đài cổ với một bể nước".
Học giả người Anh Ernest William Gurney Masterman đã tới thăm Qumran nhiều lần trong năm 1900 và 1901. Sau khi quan sát việc đặt vị trí của Qumran trên đỉnh cao nguyên nhìn ra ‘Ein Feshkha Springs’ (Suối Ein Feshkha), ông kết luận rằng những phế tích này "rất có thể đã từng là một pháo đài nhỏ". Masterman cũng đặt câu hỏi tại sao một pháo đài nhỏ thế này mà lại có một nghĩa trang trên 1.000 ngôi mộ.
Gustaf Dalman tới thăm Qumran năm 1914, và nhận ra rõ ràng Qumran là một "burg" (thành trì), hoặc pháo đài. Nhà khảo cổ Michael Avi-Yonah đồng ý với nhận định của Dalman cho rằng Qumran là một pháo đài và xuất bản một bản đồ xác định các phế tích ở Qumran là một bộ phận của chuỗi pháo đài dọc theo biên giới đông nam của vùng Judea.

### Các khai quật chủ yếu
Việc nghiên cứu toàn diện tại chỗ đã bắt đầu sau khi Roland de Vaux và G. Lankester Harding khai quật trong năm 1949 cái được gọi là hang động 1, nơi đầu tiên chứa cuộn giấy (kinh thánh). Việc xem xét bề mặt chưa kỹ càng năm đó không phát hiện ra điều gì đáng chú ý, nhưng việc quan tâm tiếp tục đến các cuộn giấy đã dẫn tới một phân tích quan trọng các phế tích tại Qumran năm 1951, một phân tích mang lại dấu vết của đồ gốm liên quan chặt chẽ tới cái được tìm thấy trong hang động 1. Việc phát hiện này đã dẫn tới các cuộc khai quật rộng rãi tại nơi này trong một thời gian 6 mùa dưới sự chỉ đạo của Roland de Vaux.
Các di tích thời đại đồ sắt ở nơi đây là ít ỏi, nhưng có một dấu LMLK, khiến Roland de Vaux xác định Qumran là Thành phố muối được ghi trong Sách Josh 15:62. Tuy nhiên, nơi đây có thể được coi như Secacah, được đề cập đến trong cùng một khu vực như "Thành phố muối" trong sách Josh 15:61. "Secacah" đã được nói đến trong Copper Scroll, và các công trình nước của "Secacah" được mô tả trong nguồn này là phù hợp với những công trình của Qumran. Sau thời đại đồ sắt, các cuộc khai quật cho thấy rằng Qumran chủ yếu được sử dụng từ thời vương triều Hasmoneus cho đến một vài thời gian sau khi Titus phá hủy đền thờ. De Vaux chia việc sử dụng thành 3 giai đoạn: Giai đoạn I, thời đại Hasmoneus, mà ông tiếp tục chia thành 2 thời kỳ: Thời kỳ "Ia" - thời John Hyrcanus, và thời kỳ "Ib" - thời cuối Hasmoneus, kết thúc bởi một trận động đất và hỏa hoạn trong năm 31 trước Công nguyên (thời này được tiếp theo bởi một chỗ gián đoạn trong việc giải thích của de Vaux về nơi đây); Giai đoạn II, thời đại Herod, bắt đầu từ năm 4 trước Công nguyên cho tới khi nơi đây bị phá hủy dường như bởi tay người La Mã trong cuộc chiến tranh Do Thái; và Giai đoạn III, tái định cư ở khu phế tích này. Việc phân chia giai đoạn của De Vaux đã không được cả Jodi Magness lẫn Yizhar Hirschfeld đồng ý.
Nơi mà de Vaux phát hiện ra chia thành hai phần chính: một "tòa nhà chính", tức một cấu trúc vuông có 2 tầng, có một sân trung tâm cùng một tháp phòng thủ ở góc tây bắc, và "một tòa nhà phụ" ở phía tây. Việc khai quật tiết lộ một hệ thống cung cấp nước phức tạp cho các bể chứa theo bậc thang, một số bể chứa khá lớn, nằm ở các phần khác nhau của khu vực này. Hai trong số các bể chứa đó được đặt trong các bức tường của tòa nhà chính.
Cả hai tòa nhà và hệ thống cung cấp nước chứng tỏ dấu hiệu của sự tiến hóa nhất quán trong suốt thời kỳ có người định cư với các bổ sung, mở rộng và cải tiến thường xuyên. Các kênh nước đã được nâng lên để mang nước tới các bể chứa mới xa hơn và một đê đập đã được đặt tại phần trên của Wadi Qumran để đảm bảo có nhiều nước được đưa đến nơi đây từ một cầu máng dẫn nước (aqueduct). Các phòng đã được làm thêm vào, các tầng nhà được nâng lên, các lò gốm được đặt ở những địa điểm được thêm vào cho mục đích đó.
De Vaux tìm thấy 3 inkwel (lọ mực đút vào lỗ trên bàn) ở Qumran (địa điểm 30 (2) và 31) và trong những năm sau nhiều inkwell đã được phát hiện có nguồn gốc từ Qumran. Jan Gunneweg tìm được inkwell thứ 4 (địa điểm 129). S. Steckoll tìm thấy inkwell thứ 5 (được cho là ở gần phòng viết). Magen và Peleg tìm thấy một Inkwell thứ 6. Không kể inkwel ở Ein Feshkha hoặc những cái khác có nguồn gốc gây tranh cãi, thì các inkwell được tìm thấy ở Qumran là nhiều hơn so với bất kỳ nơi nào khác trong thời kỳ Đền Thờ thứ hai, một dấu chỉ quan trọng về việc viết (các cuộn giấy kinh Thánh) ở đây.

### Các giải thích của Roland de Vaux
De Vaux giải thích các phát hiện của mình tại Qumran dựa trên (ít nhất là một phần) thông tin chứa trong Các cuộn bản thảo Biển Chết, vẫn tiếp tục được phát hiện trong hang động gần đó trong suốt cuộc khai quật của ông. De Vaux kết luận rằng các di tích ở Qumran do một cộng đồng giáo phái tôn giáo để lại. Sử dụng các cuộc khai quật của mình cũng như các nguồn văn bản, kể cả của các cuộn bản thảo(Kinh Thánh) ở gần Biển Chết và các tài liệu lịch sử do Pliny Già, Philo và Flavius Josephus ghi lại, De Vaux kết luận rằng cư dân của nơi này là một giáo phái của người Do Thái có các nghi thức cao gọi là giáo phái Essenes, một kết luận được biết đến dưới tên "Giả thuyết Qumran-Essene". Giả thuyết này cho rằng các cư dân ban đầu của nơi định cư này là những người Essenes, và rằng họ thành lập nơi định cư trong hoang mạc cho mục đích tôn giáo.
Ông giải thích rằng căn phòng bên trên vị trí (locus) 30 là một "phòng viết" (scriptorium) vì ông ta phát hiện các inkwell tại đây. Một chiếc ghế dài đã trát vữa cũng được phát hiện trong di tích của một tầng lầu bên trên. De Vaux kết luận rằng đây là khu vực mà người Essenes có thể đã viết một số cuộn giấy Kinh Thánh tìm thấy gần Biển Chết. De Vaux cũng giải thích vị trí 77 là một "nhà ăn tập thể", hoặc một phòng ăn cộng đồng, căn cứ trên sự phát hiện rất nhiều bộ bát trong phòng đựng bát đĩa gần đó ở vị trí 89. Ngoài ra, de Vaux giải thích nhiều bể chứa nước theo bậc thang là "miqva’ot", hoặc bồn tắm theo nghi lễ thanh tẩy của người Do Thái, vì chúng tương tự các bồn tắm theo bậc thang và ngăn cách nhau gần Núi Đền Thờ Jerusalem.
Về các cuộn bản thảo, De Vaux thận trọng nói rằng "các bản chép tay đã được sao chép trong các phòng viết của Qumran... Chúng ta cũng có thể giả thiết.... rằng một số tác phẩm được sáng tác tại Khirbet Qumran. Ông tin rằng những người Essenes sau đó đã cất giấu các cuộn bản thảo trong các hang gần đó, khi họ cảm thấy sự an toàn của họ bị de dọa.

### Các cuộc khai quật và khảo sát tiếp theo
Mặc dù cuộc khai quật của de Vaux ở Qumran là khá đầy đủ, và do đó là nguồn thông tin quan trọng nhất về nơi định cư này; tuy nhiên đã có một số cuộc khai quật tiếp theo kể từ khi de Vaux hoàn tất công việc của mình. Vì de Vaux chỉ để lại một ít chỗ chưa khai quật, những người đào sau này đôi khi chỉ còn đào bới ở các khu vực bãi rác quan trọng hơn. Theo Catherine Murphy, trong thập niên 1960, đã có một số cuộc khai quật ở Qumran chưa được công bố bởi John Allegro và Solomon Steckoll. Steckoll cũng khai quật 12 ngôi mộ ở Nghĩa trang. Năm 1967 việc phục chế được thực hiện tại Qumran bởi R. W. Dajjani thuộc Cục Cổ vật của Jordan.
Năm 1984 và 1985 Joseph Patrich và Yigael Yadin đã thực hiện một cuộc khảo sát có hệ thống các hang động cùng các đường mòn chung quanh Qumran. Từ năm 1985 tới 1991 Patrich đã khai quật 5 hang động, trong đó có các hang 3Q và 11Q. Một trong những kết luận của Patrich là các hang động này "không được dùng làm nơi cư ngụ cho các thành viên giáo phái Biển Chết, mà được dùng làm các nơi cất giấu đồ đạc".
Từ giữa tháng 11 năm 1993 tới tháng 1 năm 1994 cơ quan Cổ vật của Israel đã thực hiện các công trình ở khu liên hợp Qumran và các cơ sở gần đó như một phần của "Operation Scroll" (Hoạt động nghiên cứu các Cuộn bản thảo) dưới sự chỉ đạo của Amir Drori và Yitzhak Magen. Trong mùa đông 1995-1996 và các mùa sau đó, Magen Broshi và Hanan Eshel đã thực hiện các cuộc khai quật tiếp tại các hang động ở khu bắc Qumran; họ cũng đào ở nghĩa trang và các hang động đất marl (đất sét lẫn vôi). Năm 1996 James Strange và các người khác đào ở Qumran dùng thiết bị dò tìm từ xa. Từ năm 1996 tới 1999 và sau đó, Yitzhak Magen cùng Yuval Peleg đã tiến hành các cuộc khai quật ở Qumran dưới sự bảo trợ của Cơ quan phụ trách Công viên quốc gia. Randall Price và Oren Gutfield đào ở cao nguyên Qumran, các mùa năm 2002, 2004, 2005 (và dự kiến mùa 2010).

## Phân tích khảo cổ mới đây

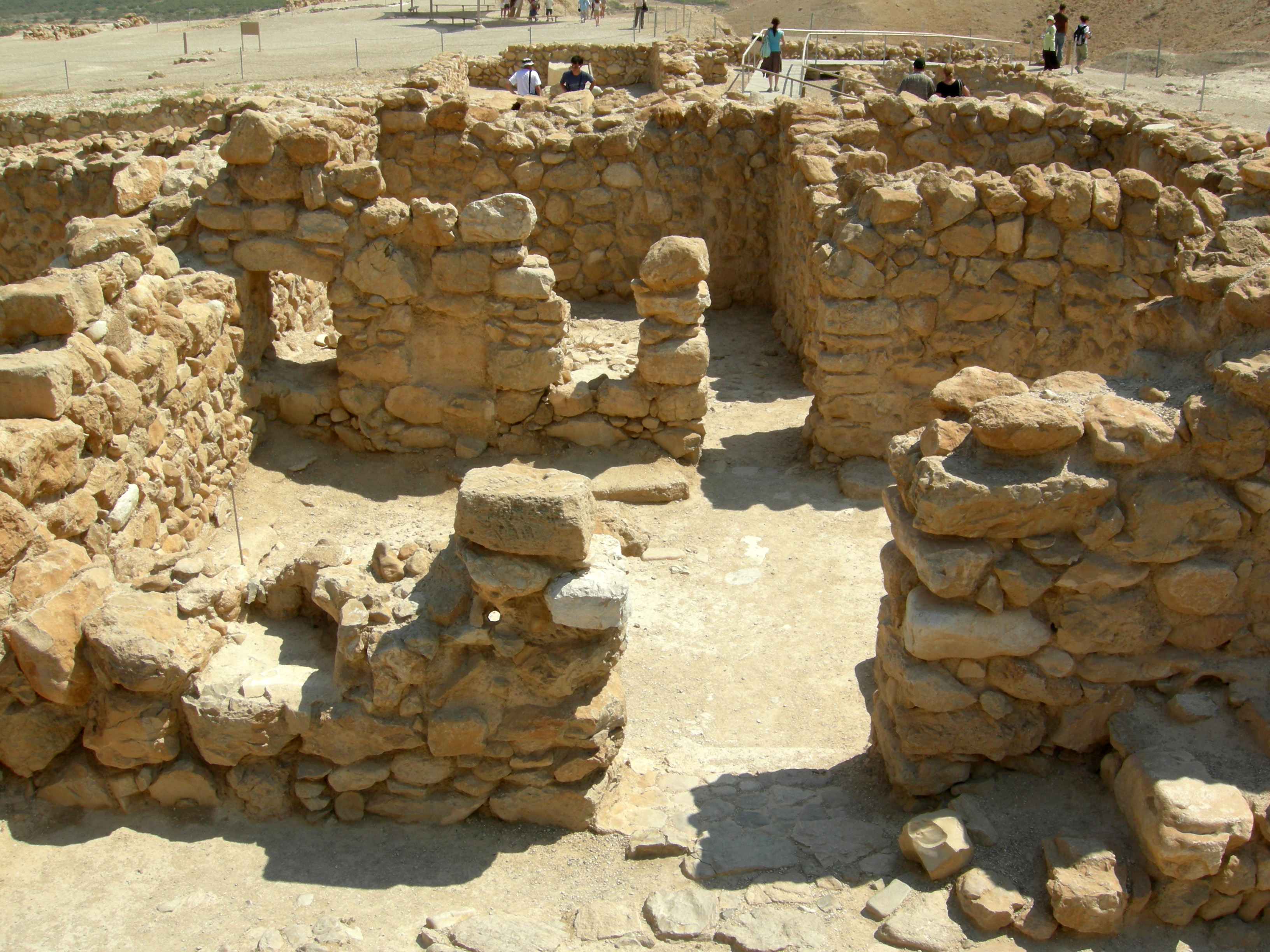
Các phòng bên phía tây của tòa nhà chính ở Qumran.

Hầu hết các vật nhỏ tìm thấy từ cuộc khai quật của Roland de Vaux đã được đưa trở lại Jerusalem để sử dụng cho các báo cáo khai quật ở Qumran sau này, nhưng cái chết của Roland de Vaux đã khiến các báo cáo bị ngừng và những vật nhỏ tìm thấy nói trên đã bị bỏ xó trên các kệ ở các phòng đàng sau nhà bảo tàng. Trong cuối thập niên 1980 nhà khảo cổ Robert Donceel, khi nghiên cứu những vật do Roland de Vaux tìm thấy nhằm xuất bản các báo cáo về những cuộc khai quật, đã xem xét các vật tạo tác mà ông cho rằng không phù hợp với mẫu nơi định cư tôn giáo, trong đó có "các đồ thủy tinh và đồ đá tinh vi". Năm 1992 Pauline Donceel-Voute đưa ra mô hình biệt thự La Mã nhằm giải thích những đồ tạo tác trên. Một công bố cuối cùng gần đây của Jean-Baptist Humbert về những cuộc khai quật của Pháp phác thảo bằng chứng của một dải phù điêu trang trí, opus sectile, các cột đẹp vv..., chỉ ra một giai đoạn của một cuộc chiếm đóng giàu có, "une grande maison" (một ngôi nhà lớn), tại Qumran.

### Đồ gốm
Theo Donceel thì loạt đồ gốm, thủy tinh và số lượng lớn tiền kim loại tìm thấy ở Qumran không phù hợp với một nơi định cư của giáo phái Những vật này chỉ rõ những quan hệ buôn bán trong khu vực, và cung cấp bằng chứng là Qumran không thể là nơi không có người cư ngụ trong thời Hy Lạp-La Mã. Rachel Bar-Nathan đã lập luận căn cứ vào những sự giống nhau giữa đồ gốm tìm thấy tại Qumran và tại các cung điện của nhà Hasmoneus và Herod ở Jericho, cho rằng Qumran nên được coi như là thành phần của khu vực thung lũng Jordan chứ không phải là một nơi cô lập. Trong khi các "bình đựng cuộn giấy" hình trụ tìm thấy tại Qumran đã một lần được cho là độc đáo, thì bà nêu một vật tương tự tìm thấy ở Jericho, cho thấy một dạng liên quan đã tồn tại ở Masada, và cho biết rằng những chiếc bình như vậy đã được tìm thấy ở Qalandiya. Bar-Nathan nói về các dữ liệu đồ gốm từ cung điện ở Jericho rằng "có thể theo dõi sự phát triển loại kiểu dáng của nhóm bình này", tức là các bình hình trụ. Jodi Magness, trích dẫn bản luận án thi bằng thạc sĩ của Bar-Nathan về các dữ liệu đồ gốm ở Jericho, cho rằng "tại Jericho, đa số các bình này.. đến từ một khu công nghiệp từ thời vua Herod".

### Các bể chứa nước
Nhiều bể chứa nước lớn được đặt cao dần lên theo bậc thang ở Qumran đã được nhiều học giả coi là những bồn tắm theo nghi thức tôn giáo. Điều này phù hợp với mô hình nơi định cư tôn giáo. Tuy nhiên có những khó khăn khi suy đoán rằng mọi bể chứa nước đều là bồn tắm. Có lẽ nước ở Qumran là do nước mưa chảy tới mỗi năm 2 đợt. Nước là một trong những thứ có giá trị nhất ở Qumran và việc quản lý nước là một việc không thể thiếu ở nơi này, vì có nhiều bể chứa và nhiều kênh chảy. Nếu các bể lớn là những bồn tắm theo nghi thức thanh tẩy tôn giáo thì nước sẽ bị bẩn vì có nhiều nghi thức tắm trong suốt cả năm và không có nước chảy tới bổ sung để thay. Việc phân tích chức năng của các bể chứa nước hiện nay vẫn chưa sáng tỏ, nhưng Katharina Galor gợi ý rằng các bể chứa theo bậc thang này có thể vừa để chứa nước vừa dùng cho bồn tắm. Theo các nhà khảo cổ người Israel Magen và Peleg, thì đất sét tìm thấy trong các bể chứa nước được sử dụng trong các xưởng làm đồ gốm.

### Các nghiên cứu về tiền đúc
Các tiền đúc tìm thấy ở Qumran là một trong các vật chứng quan trọng nhất về bằng chứng có người định cư ở nơi này từ thời xưa. Phần lớn những gì được viết về niên đại, các thời kỳ có người cư ngụ và lịch sử Qumran đều căn cứ trên báo cáo sơ khởi và các bài thuyết trình do nhà khai quật đầu tiên Roland de Vaux viết năm 1961, được dịch sang tiếng Anh năm 1973. Một danh sách thử viết về những tiền đúc bằng đồng tìm thấy ở Qumran cùng với quyển nhật ký viết về các cuộc khai quật tại hiện trường của Roland de Vaux đã được xuất bản bằng tiếng Pháp năm 1994, tiếng Đức năm 1996 và tiếng Anh năm 2003. Việc tái tạo lần đầu lại phương pháp đúc tiền bằng đồng của Qumran, trong đó có một bảng danh mục đầy đủ tiền đúc được cập nhật và những xác định tiền đúc được tham khảo bởi Kenneth Lönnqvist và Minna Lönnqvist thực hiện năm 2005. Năm 1955, có 3 nơi cất giữ tiền đúc bằng bạc rất quan trọng được phát hiện ở Qumran. Mớ tiền đúc bằng bạc ở Qumran đầu tiên được Marcia Sharabani công bố năm 1980. Hai nơi cất giữ tiền đúc bằng bạc sau nằm ở Amman, Jordan, được Kenneth Lönnqvist công bố năm 2007.

#### Tiền đúc bằng đồng
Các cuộc khai quật của Roland de Vaux đã phát hiện được khoảng 1.250 đồng tiền đúc (569 đồng bằng bạc và 681 bằng đồng) ở Qumran, dù rằng ngày nay một số tiền đúc nói trên đã bị thất lạc, một vài mớ bị trộn lẫn với nhau, và các bản ghi chép không được chính xác lắm. Điều đầu tiên là có số lượng tiền đúc cao đáng ngạc nhiên ở nơi này. Điều đó có nghĩa là nơi đây có lượng tiền lưu hành cao trong các thời kỳ người Hy Lạp và La Mã chiếm đóng, tức là các cư dân ở Qumran không phải là một cộng đồng người nghèo và bị cô lập. Lượng tiền mặt ở Qumran có thể là lớn ở thế kỷ 1 sau Công nguyên đã đưa ra bằng chứng khảo cổ rất đáng ngạc nhiên về việc buôn bán các hàng xa xỉ ở Qumran như hàng thủy tinh, đặc biệt trong thời kỳ này. Các tiền đúc bằng đồng được tìm thấy ở Qumran, trong đó một số có niên đại vào năm thứ 2 và thứ ba của cuộc Chiến tranh Do Thái, cho thấy rằng nơi này vẫn còn người cư ngụ trong năm 68 sau Công nguyên và chỉ bị phá hủy sau năm 70 sau CN, có thể là từ năm 73 sau CN. Các tiền đúc tìm thấy ở Qumran của thời kỳ này kết thúc bằng loại tiền bằng đồng đúc đặc biệt ở Ascalon trong các năm 72/73 sau CN, khi phái các đội quân trợ chiến sang hỗ trợ cho quân đội La Mã trong cuộc "Chiến tranh Do Thái-La Mã lần thứ nhất" (năm 66-73 sau CN). Năm 73 sau CN quân đội La Mã tấn công pháo đài núi Masada, cũng nằm trên bờ phía tây của Biển Chết. Rất có thể là Qumran đã bị phá hủy cùng thời gian này, vì đồng tiền chót tìm thấy ở Qumran là cùng loại như các đồng tiền bằng đồng được đúc đặc biệt ở Ascalon.

#### Tiền đúc bằng bạc
Việc công bố số lượng lớn tiền đúc bằng bạc trong năm 2007, và việc phân tích khu vực đã mang lại các giải thích mới như tầm quan trọng, niên đại và ý nghĩa của các đồng tiền này. Thứ nhất, các đồng tiền đúc có niên đại mới trong các nơi cất giữ tiền đúc bằng bạc cho thấy ngày chôn giấu chúng sớm nhất có thể là từ các năm 52, 53 tới năm 66 sau CN, căn cứ trên một giải thích của một dấu phụ (đóng thêm vào). Tuy nhiên, tính chất khảo cổ học và nghiên cứu tiền đúc của các nơi chôn giấu tiền đúc bằng bạc cho thấy rằng các kho cất giấu tiền đúc có thể đã được chôn cất trong đầu thế kỷ thứ 3 sau CN. Các tiền đúc chót thuộc về Hoàng đế Caracalla và do xưởng đúc tiền của Rome (206-210 sau CN). Các gợi ý mới cho rằng các kho cất giấu tiền đúc bằng bạc ở Qumran có thể liên quan tới các chiến dịch quân sự La Mã trong khu vực, như được chứng thực trong đầu thế kỷ thứ 3 sau CN. Rất có thể tiền đúc bằng bạc là khoản tiền quân đội La Mã trả cho các đội quân đóng ở khu vực. Thứ ba là, bằng chứng kỹ thuật của việc ghi chép tài liệu chứng minh năm 2006-2007 về các kho cất giấu tiền đúc bằng bạc tìm thấy ở Qumran cho thấy số tiền này được tìm thấy từng mớ lớn có nguồn gốc từ một hoặc vài lần trả lương lớn. Việc trả tiền này có thể do một xưởng đúc tiền, một ngân hàng hoặc một cơ quan thẩm quyền như kho bạc của quân đội La Mã thực hiện. Bằng chứng mới bác bỏ khả năng cho rằng các tiền đúc bằng bạc có thể do những cá nhân thu thập, chằng hạn như các vụ nộp tiền thuế, hoặc cho rằng Qumran có thể là một nhà thu thuế của khu vực.
Cuộc phân tích tiền đúc bằng bạc mới thực hiện trong năm mâu thuẫn với những phát hiện của Roland de Vaux, Seyrig, Spijkerman cũng như các phát hiện của Robert Donceel. Donceel đã ngạc nhiên khi tìm thấy trong nhà bảo tàng Amman những tiền đúc không được ghi chép trong sổ sách, đáng chú ý là những tiền đúc denarius của Trajan, mà ông cho rằng được đưa vào cách tùy tiện. Donceel đã viết về các tiền này như sau: "...Việc điểm các đồng tiền của kho lưu trữ ở Amman đã mang laị vài ngạc nhiên: có những đồng tiền (lạ) dường như đã len lỏi vào mớ tiền này, đặc biệt là các đồng denarius của Trajan. Chúng tôi đã thực hiện một quan sát tương tự trên đồng tiền được lưu trữ từ cuộc khai quật tại Jerusalem. May mắn là chúng tôi có danh sách các bút tích của H. Seyrig, mặc dù không còn các hình ảnh, nên cho phép chúng tôi loại bỏ các đồng tiền (lạ) lẫn vào, ít nhất là ở phần chính của các kho tàng...." Các hồ sơ ghi chép nguyên thủy của Nhà bảo tàng Amman về các nơi cất giấu tiền đúc ở Qumran và những túi đựng tiền đúc của Nhà bảo tàng không phù hợp với giả thuyết cho rằng các tiền đúc của La Mã ở thế kỷ thứ 2 và thứ 3 đã lẫn vào tiền đúc bằng bạc của thành Týros.
Hơn nữa, dấu phụ mới đã không được ghi chép, dường như là từ năm 52-53 sau CN và các chữ cái Hy Lạp trong đó không thể xuất xứ từ năm 9 hoặc 8 trước CN, như những dấu phụ khác. Điều này về mặt khảo cổ và nghiên cứu tiền đúc có nghĩa là có ít nhất một, nhưng dường như tối thiểu là 2 trong số 3 nơi cất giấu tiền đúc đã đề lùi ngày tháng của việc chôn giấu sau năm 9 hoặc 8 trước CN theo gợi ý của De Vaux. Bằng chứng cuối cùng có thể vượt trên mọi nghi ngờ về các nơi cất giấu tiền đúc bằng bạc ở Qumran là từ thế kỷ thứ 3 sau CN, được chứng tỏ bởi nơi chôn giấu một loại tiền đúc rất bất thường tìm thấy ở Ain Hanaziv trong thung lũng sông Jordan vào đầu năm 1960 và được tường thuật trong Tập san nghiên cứu tiền đúc của Israel. Nơi cất giấu tiền đúc này kéo dài hàng trăm năm, bắt đầu từ thời đại Seleucid và kết thúc với cùng một loại tiền đúc từ triều đại Septimius Severus năm 210 sau CN. Vì vậy, việc cho rằng các nơi chôn giấu tiền đúc bằng bạc ở Qumran có niên đại sớm hơn là không có cơ sở và mâu thuẫn với việc ghi chép hoàn chỉnh đầu tiên về các nơi cất giấi tiền đúc bằng bạc ở Qumran được Lönnqvist viết vào năm 2007, trong đó bao gồm bằng chứng có chụp ảnh đầu tiên của các nơi cất giấu tiền đúc, và bằng chứng tiền đúc tìm thấy trong khu vực từ những nơi cất giấu khác. Nó chỉ ra rằng hệ thống định niên đại của De Vaux về Qumran và các nơi cất giấu tiền đúc bằng bạc đã căn cứ trên những gì thường được gọi là lý luận vòng vo: sự chấm dứt cuộc định cư lớn thứ nhất được định niên đại sau niên đại giả định của việc cất giấu các kho tiền đúc, tới phiên các kho cất giấu tiền đúc lại được định niên đại theo niên đại giả định của Qumran.

### Dân số Qumran

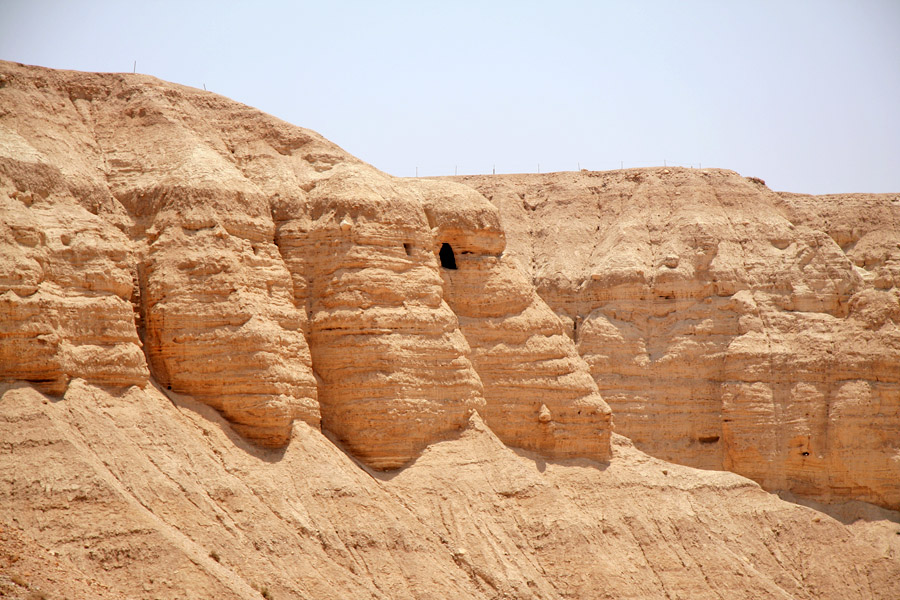
Các hang động ở Qumran

Một vấn đề quan trọng cho sự hiểu biết về Qumran là một tính toán thực tế dân số của nó. Sử dụng các ước tính dựa trên kích thước của nghĩa trang và tuổi thọ tối đa, De Vaux tính rằng dân số của Qumran không nhiều hơn 200 người. Ông lưu ý rằng "có một biểu hiện thiếu cân đối giữa số lượng các ngôi mộ và số lượng dân cư có chỗ trong các tòa nhà". Điều này đã dẫn ông đến suy đoán liệu có phải những hang động được sử dụng làm chỗ ở cho 200 người dân theo ước tính của mình. Trước đó mấy năm J. T. Milik đưa ra một ước tính từ 150 tới 200 là dân số trung bình, dựa trên sự so sánh với dân số của tu viện Mar Saba, đếm được 150 tu sĩ trong thế kỷ thứ 9 và từ con số 3.000 người Essenes của Josephus tính là có "ít nhất 5% sống đời sống tu hành nghiêm ngặt". EM Laperrousaz ước tính tới 1.428 cư dân.. Magen Broshi, phân tích kích thước của L77 (mà ông gọi là một hội trường), ước tính rằng khoảng 120 đến 150 người có thể ngồi ở đó, rồi ông tính thêm một vài chục người nữa vào dân số, thành hơn 170 người.
Từ năm 1983 tới 1987 Joseph Patrich đã tiến hành điều tra khảo cổ học xung quanh Qumran và các hang động của nó. Ông kết luận rằng các hang động là "những kho chứa và những nơi che giấu". Ông không tìm thấy dấu vết của các lều cư ngụ thường xuyên và rằng bất kỳ "khu cư ngụ nào đều phải tìm ở bên trong các bức tường của Khirbet Qumran, chủ yếu là ở tầng trên". Patrich ước tính là dân số chỉ có 50-70 người. Năm 1995-1996 Magen Broshi và Hanan Eshel xem xét lại các hang động và vùng đất chung quanh Qumran, sau đó chỉ ra rằng ước tính dân số của Patrich là quá cao, họ cho rằng chỉ có khoảng 12 tới 20 người. Họ quay trở lại các hang động (những cái chủ yếu là nhân tạo đục vào khu đất marl bậc thang, hầu hết trong số đó đã không còn tồn tại) và các lều (chỉ ra đồ gốm và các đinh được tìm thấy dọc theo một trong những con đường gần Qumran), và giữ lại số ước tính 150-200 cư dân. Trong khi chờ đợi công bố các kết quả của Broshi và Eshel, Patrich tỏ ý nghi ngờ khả năng là đã một lần có "nhiều hang động có thể sinh sống được" đục vào khu đất marl bậc thang, vạch ra cho thấy sự thiếu các đường mòn và địa hình phù hợp. Ông tiếp tục đánh giá thấp tầm quan trọng của các đinh dùng cho lều cư ngụ mà không có "bằng chứng đáng kể hơn nữa và đưa ra một con số vài chục cư dân, nhiều nhất là 50 người". Jodi Magness chấp nhận ước tính của Broshi, và thêm rằng "Con số này phù hợp hơn những ước tính ít hơn với sự có trên 1.000 đĩa để ăn trong phòng chứa bát đĩa (L86)".
Tính toán từ tỷ lệ dân số trong các khu định cư cổ đại khác, Yizhar Hirschfeld ước tính dân số của Qumran như sau: "Nếu chúng ta sử dụng mức thấp hơn 15 người mỗi dunam (1.000 m²), thì suy ra là trong thời Hasmoneus chỉ có khoảng 20 người đã cư ngụ ở Qumran. Yitzhak Magen và Yuval Peleg tham gia vào các cuộc tranh luận, nêu ý kiến là làm thế nào người ta có thể đưa ra số lượng thành viên trong cộng đồng Qumran lớn như vậy: "Nếu chúng ta chấp nhận luận cứ cho rằng một giáo phái đã sống ở Qumran khoảng 170 năm, thì chúng ta hy vọng sẽ tìm thấy hàng trăm lò nấu ăn và lò nướng bánh cũng như hàng ngàn nồi nấu ăn".
Vấn đề dân số ở Qumran là một vấn đề phức tạp, như đã thấy từ những xem xét nêu trên. Rất nhiều vấn đề xoay quanh việc giải thích về hai địa điểm tại Qumran, những nơi được gọi là "nhà ăn" và "phòng đựng bát đĩa". Việc tìm kiếm ở các khu vực ngoài khu dân cư đã không đưa ra được bằng chứng đáng kể. Không kể đến ước tính dường như quá cao của Laperrousaz, thì có một số đề xuất khác nhau, từ 20 đến 200 người sống trong và chung quanh Qumran

## Các giả thuyết về Qumran

### Nơi cư ngụ của giáo phái Essenes

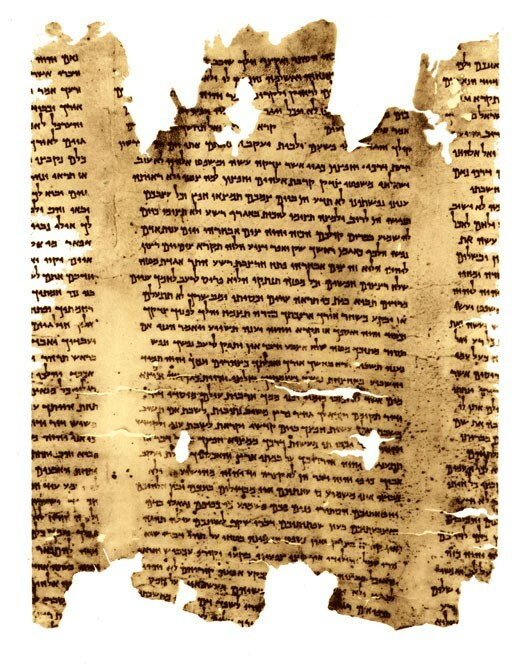
Cuộn Kinh Thánh gần Biển Chết - phần cuộn sách Isaiah (Isa 57:17 - 59:9), 1QIsa^{b}

Có vài nghi ngờ nghiêm trọng về việc giải thích địa điểm Qumran của De Vaux. Trong khi nhà khảo cổ học E.-M. Laperrousaz, có một số quan điểm hoàn toàn khác biệt, thì các thành viên trong nhóm De Vaux hầu như theo cùng một tường thuật với vài khác biệt nhỏ, trong đó có J. T. Milik và F. M. Cross. Năm 1955 người đồng giám đốc khai quật ban đầu của De Vaux - G. Lankester Harding – đã viết một bài báo trong đó ông trình bày Qumran là "một tòa nhà trong đó Gioan Tẩy giả, và dường như cả chúa Giêsu, đã học tập: Khirbet Qumran".
Những người khác bên ngoài nhóm De Vaux đề xuất những giải thích khác, những người như Henri del Medico, Solomon Zeitlin, và G. R. Driver, nhưng các phân tích của họ không được chú ý lâu.
Năm 1960 Karl Heinrich Rengstorf đề xuất là Cuộn Kinh Thánh tìm được ở gần Biển Chết không phải là sản phẩm của cư dân ở Qumran, mà do từ thư viện của đền thờ Jerusalem, dù rằng nó được tìm thấy gần Qumran. (đề nghị cơ bản nói trên của Rengstorf ngày càng được quan tâm, vì các vật liệu do De Vaux khai quật ở Qumran được đưa vào vòng tranh luận công khai trong năm 1992.)
Năm 1980 J. H. Charlesworth cho rằng Qumran đã bị hư hại trong cuộc chiến tranh Parthia năm 40 trước CN.
Jean-Baptiste Humbert đã xuất bản các ghi chép tại hiện trường khai quật của De Vaux. Humbert đề xuất một giải pháp dung hòa cho các cuộc tranh luận xung quanh Qumran. Humbert chấp nhận rằng địa điểm này ban đầu có thể đã được thành lập như là một biệt thự nông thôn, nhưng đã bị bỏ hoang, và được các người Essenes chiếm dụng lại trong cuối thế kỷ 1 trước CN. Humbert lập luận rằng địa điểm này có thể cũng đã được sử dụng làm nơi hành hương cho những người hành hương thuộc giáo phái, bị cấm không được vào Jerusalem, có thể cử hành nghi thức hành hương tại đây.
Robert Cargill lập luận là thuyết cho rằng Qumran được thành lập như là một pháo đài của vương quốc Hasmoneus không phải là không tương thích với thuyết cho rằng một nhóm giáo phái Do Thái đã chiếm dụng lại nơi này. Cargill cho rằng Qumran đã được thành lập như là một pháo đài của nhà Hasmoneus (xem bên dưới), rồi bị bỏ hoang, và sau đó các người định cư Do Thái tái chiếm, họ mở rộng nơi này thành nơi sống chung, phi quân sự, và họ chịu trách nhiệm về Cuộn Kinh Thánh ở Biển Chết.

### Qumran là một pháo đài
Ý kiến cho rằng Qumran là một pháo đài được xem xét lại bằng phân tích của Pessach Bar-Adon. Sử dụng các vật khám phá ra trong giai đoạn 1a của De Vaux, cùng với những cuộc khai quật của riêng ông tại Ain el-Ghuweir 15 km về phía nam Qumran, và mức 2 của Mazar tại En-Gedi, Bar-Adon lập luận rằng "các pháo đài này [thuộc về] John Hyrcanus, người cần một hệ thống phòng thủ toàn diện, mạnh mẽ, chế ngự các nguồn nước quan trọng, các cánh đồng nông nghiệp, các chỗ vượt qua sông Jordan, vùng đồng bằng Jericho và các tuyến đường của đoàn lữ hành trong hoang mạc Judea. Ông ta đã đưa ốc đảo Qumran-Ain Feshka, cũng như một trong những ốc đảo ở En-Gedi, vào tài sản của vương quốc và đưa những tá điền vào kế hoạch chiến lược của mình".
Norman Golb cho rằng nơi định cư Qumran đã được thành lập như là một pháo đài và lập luận - chống lại quan điểm thịnh hành ở thời kỳ đó – là không chỉ Qumran không được thành lập như là một nơi cư ngụ của giáo phái, mà nơi này cũng chẳng có giáo phái nào. Giống như Rengstorf, ông đề xuất rằng các Cuộn Kinh Thánh được sản xuất tại Jerusalem - nhưng không giống Rengstorf - Golb lập luận rằng các Cuộn Kinh Thánh đến từ các thư viện khác nhau ở khắp Jerusalem và đã được giấu trong các hang động bởi những người Do Thái chạy trốn những người La Mã trong một cuộc nổi dậy chính trị.

### Qumran là một biệt thự
Robert Donceel và Pauline Donceel-Voûte tập chú việc nghiên cứu của họ vào những vật nhỏ tìm thấy trong số những vật De Vaux phát hiện ở Quamran mà không được công bố, itrong đó có các đồ thủy tinh (55 món mới được liệt kê), các đồ đá (53 món mới), các đồ kim loại, và các tiền đúc. Trái với niềm tin cho rằng những cư dân ở đây là những tu sĩ nghèo, Donceel và Donceel-Voûte cho rằng những cư dân ở đây là những thương gia khá giả, có các quan hệ với giai cấp thượng lưu giàu có ở gần Jerusalem. Rút cuộc họ cho rằng Qumran là một villa rustica (biệt thự ở nông thôn), hoặc trang viên giàu có, được dùng làm nơi cư ngụ trong mùa đông hoặc dùng làm nơi cư ngụ quanh năm thứ nhì cho vài gia đình giàu có từ Jerusalem. (Cũng chính trong hội nghị mà Donceel và Donceel-Voûte trình bày, J. Magness tường thuật rằng bà thấy các đồ sành sứ ở Nhà bảo tàng Rockefeller là "cực kỳ, cực kỳ nhỏ theo kiểu các hàng tinh xảo". Tiếp theo, Eric Meyers nói rằng "Tôi đồng ý; các cuộc viếng thăm (bảo tàng) của tôi cũng chứng thực điều đó. Tôi thấy một cái gật đầu xác nhận của giáo sư Donceel- Voûte". Rachel Bar-Nathan cũng lưu ý là "tại Jericho, cũng có sự thiếu rõ ràng các hàng xa xỉ, vì chỉ có ít mảnh gốm vỡ được sơn nằm trong danh mục vật khảo cổ tìm thấy")

### Qumran là một trung tâm thương mại
Trong khi giả thuyết cho rằng Qumran là khu biệt thự được một ít người ủng hộ, thì lại xuất hiện một cố gắng tìm cách giải thích khác.
Lena Cansdale và Alan Crown lần đầu tiên lập luận rằng nơi định cư này à một trạm đường được củng cố và một thị trấn cảng trên bờ Biển Chết, có nghĩa rằng nơi đây thực sự là một địa điểm buôn bán nổi bật (hoặc "nơi trung chuyển") trên tuyến đường thương mại chính Bắc-Nam.
Yizhar Hirschfeld nhìn nhận rằng Qumran ban đầu là một pháo đài của Vương quốc Hasmoneus. Trích dẫn công trình của mình tại Ein Feshkha như một sự so sánh, ông cho rằng địa điểm Qumran cuối cùng đã trở thành một trạm buôn bán được củng cố, dựa trên nông nghiệp trong thời Herod.
Yizhak Magen và Yuval Peleg đã tập chú việc khai quật trong 10 năm của họ tại Qumran vào hệ thống lớn cung cấp nước ở đây. Họ nhìn nhận rằng địa điểm này ban đầu là một "pháo đài tiền tuyến", nhưng lập luận rằng địa điểm này sau đó đã được sử dụng làm xưởng sản xuất đồ gốm, và rằng hệ thống cung cấp nước quả đã được sử dụng để đưa nước vào xưởng sản xuất đồ gốm. Y. Magen và Y. Peleg cho rằng Qumran là nơi xuất cảng đồ gốm và nói rằng đất sét ở vũng nước 71 đã được sử dụng. (Các mẫu đất sét đó nay đã được phân tích, và chúng không phù hợp với đồ gốm Qumran đã được thử nghiệm). "Thông tin này hoàn toàn trái ngược" với đề xuất của Magen và Peleg, theo các nhà khoa học J. Gunneweg và M. Balla. J. Michniewicz đáp lại các phân tích nêu trên của Balla và Gunneweg và viết như sau: "Các kết luận của Balla và Gunneweg được xác minh không phải dựa trên những thông tin về những yếu tố được dùng để giải thích về các phân tích thống kê và điều đó là tạo nên sự khác biệt kết luận lớn giữa các nhà khảo cổ.... Những kết luận của họ cũng không phải dựa trên các dữ liệu tham khảo hoặc sự tính toán thống kê".)

### Qumran là thành phần của thung lũng sông Jordan
Rachel Bar-Nathan bác bỏ việc cho rằng bát đĩa được tìm thấy tại Qumran cho thấy không có bất kỳ đặc tính giáo phái nào, và đề xuất rằng đồ gốm như vậy cũng đã được tìm thấy với số lượng khác nhau tại Masada, Jericho và các nơi khác trong khu vực.
David Stacey lập luận rằng khu định cư ở Qumran có liên quan với tài sản tại Jericho. Do sự khan hiếm nước quanh năm tại Qumran, ông cho rằng nơi đây được dùng như một xưởng làm đồ da theo mùa và cơ sở sản xuất đồ gốm.

## Các vấn đề khác
Bằng chứng khoa học gần đây do Ira Rabin, Oliver Hahn, Timo Wolff, Admir Masic, và Gisela Weinberg công bố chứng minh rằng mực sử dụng để viết Cuộn Kinh Thánh Tạ Ơn được lấy nước từ Biển Chết và vùng phụ cận qua đó chứng tỏ có một liên kết giữa các khu vực Biển Chết và ít nhất một số các cuộn Kinh Thánh.
Nhà nghiên cứu chữ cổ Ada Yardeni  đã phân tích và liệt kê hàng chục bản viết tay từ phần lớn các hang động (1, 2, 3, 4, 6, 8, và 11) mà bà qui cho một người sao chép duy nhất, mà bà gọi là "người sao chép Qumran". Yardeni cảnh báo chống lại luận điệu cho rằng có tới 500 người sao chép các bản văn Kinh Thánh này và cho rằng những bản chép tay này là một mẫu tiêu biểu của văn học hiện tại thời đó từ nhiều thư viện ở xa, được ký gửi ở đây trong một thời gian ngắn.
Gila Kahila Bar-Gal, xác định rằng một số giấy da dùng để viết các cuộn Kinh Thánh tìm thấy ở khu vực Biển Chết là từ loại dê núi Capra nubiana, không có ở vùng Jerusalem, mà thuộc vùng Hermon và cao nguyên Golan, cao nguyên Negev và bờ Tây của Biển Chết.

### Các liên kết khác liên quan tới Qumran
- Newly Discovered Photographs from 1950's Qumran
- The UCLA Qumran Visualization Project A Virtual Reconstruction of the Settlement at Qumran.
- 3Disrael.com Virtual tours of the Qumran site (360 degree views): com/dead_sea/qumran.cfm from the esplanade[liên kết hỏng] and com/dead_sea/qumran2.cfm within the main building[liên kết hỏng].
- de/KTF/qumran/de/kontakte_d. htm#de Chirbet Qumran im Netz.[liên kết hỏng]